# 1874
Cette page concerne l'année 1874 (MDCCCLXXIV en chiffres romains) du calendrier grégorien. Pour l'année 1874 av. J.-C., voir 1874 av. J.-C.
L'année 1874 est une année commune qui commence un jeudi.

## Événements
- 9 octobre : réalisation de l’Union générale des postes (Union postale universelle en 1878), collaboration des Postes du monde, lors d'une Conférence internationale à Berne[1].

### Afrique
- 25 janvier-6 mars : expédition de Paul Soleillet de Laghouat à l’oasis d’In Salah[2].

- 31 janvier : les Ashanti sont battus par les Britanniques à Amoafo[3].

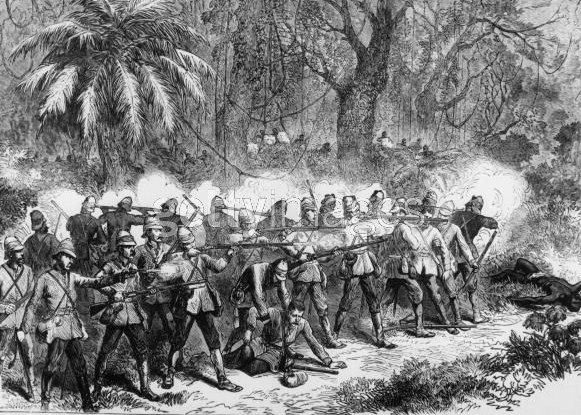
Victoire britannique contre les Ashanti. Elle marque le déclin du royaume des Ashanti, au Ghana actuel. Leurs rivaux traditionnels, les Fanti, sont remplacés par les Britanniques qui les ont neutralisés et ont racheté aux Hollandais les forts disséminés le long de la côte. Refusant de payer un tribut aux Ashanti, les Britanniques (sir Garnet Wolseley) incendient leur capitale, Kumasi. Ils leur imposent le traité de Foména, par lequel les Achanti cèdent leurs droits sur la côte et renoncent à la traite et à l’esclavage, leurs principales sources de revenus.

- 3 février : prise de Kumasi par les Britanniques ; ils saccagent et incendient la ville[4].

- 14 mars : traité de Foména signé à Cape Coast[5].
- 29 mars : le général Chanzy déclare la commune d’Alger en état de siège[6].

- 15 avril : le général britannique Gordon Pacha, qui remplace Samuel Baker comme gouverneur (hikimdar) de la province équatoriale de l’Égypte, arrive à Gondokoro[7]. Il soumet le Soudan oriental, lutte contre la traite et arrête la révolte du Darfour.

- 24 juillet : la Côte de l'Or devient colonie de la Couronne britannique[5].
- 21 octobre : Kofi Karikari est détrôné. Début du règne de Mensa Bonsu, asantehene des Ashanti (déposé en 1883)[4].
- 23 octobre : le sultan du Darfour Ibrahim Qarad est tué à la bataille de Manawashi[8]. Le prince marchand égyptien Zubeir Pacha s’empare du Darfour pour le compte du khédive d’Égypte[9]. Il envisage de se passer des intermédiaires égyptiens et d’utiliser une liaison directe avec Benghazi par El Giof. Son influence inquiète les Égyptiens, qui l’emprisonnent lors de sa visite au Caire. Son fils, Soliman bey, réunit une armée pour le libérer, mais est battu et tué par les troupes égyptiennes en 1879.

- 17 novembre, Bagamoyo : début de l'exploration du Congo par Henry Morton Stanley (fin en 1877) qui traverse l’Afrique d’est en Ouest en partant de Zanzibar[10].

- 1er décembre : départ de Biskra de la première expédition de François Élie Roudaire dans les Chotts algériens et tunisiens (fin en mai 1875)[11] ; il étudie un projet de création d’une mer intérieure qui n’aboutira pas après quatre missions (1874-1875, 1876, 1878-1879, 1883).

- Tanzanie : Nyungu ya Mawe (v. 1840-1884), issu du peuple nyamwezi, quitte Unyanyembe et établit en pays kimbu, à l’est et au sud-est de Tabora un royaume solidement encadré[12]. Il découpe ses possessions en sept provinces dirigées par des watwale chargés principalement de collecter l’ivoire.

- Début du règne de Yousouf, frère d’Ali, sultan du Ouaddaï (fin en 1898). Il ne peut maintenir son autorité sur ses voisins (Baguirmi). Ses frontières sont menacées par Rabah et les Mahdistes, mais il résiste[13].

- Abou Sekkine (mort en 1884) reprend le pouvoir au Baguirmi, un État situé au sud-est du lac Tchad. Il s’affranchit de la tutelle du Ouaddaï, mais son indépendance est menacée par Rabah (Tchad) et les Français[13].
- Création du grand rabbinat de Tripoli par les autorités ottomanes[14]. La fonction échoit à Eliahu Bekhor Hazzan, ancien rabbin de Tunis.

### Amérique
- 9 janvier : début de l’insurrection des Religioneros au Mexique contre la réforme constitutionnelle du 25 septembre 1873[15]. Elle est réprimée par Porfirio Diaz (1875).

- 5 février : le général Ignacio María González (es) devient président de la République dominicaine[16]. Entre 1874 et 1887, la République Dominicaine changera onze fois de président.

- 27 juin : deuxième bataille d’Adobe Walls. Début de la Guerre de la rivière Rouge en Oklahoma (1874-1875)[17].

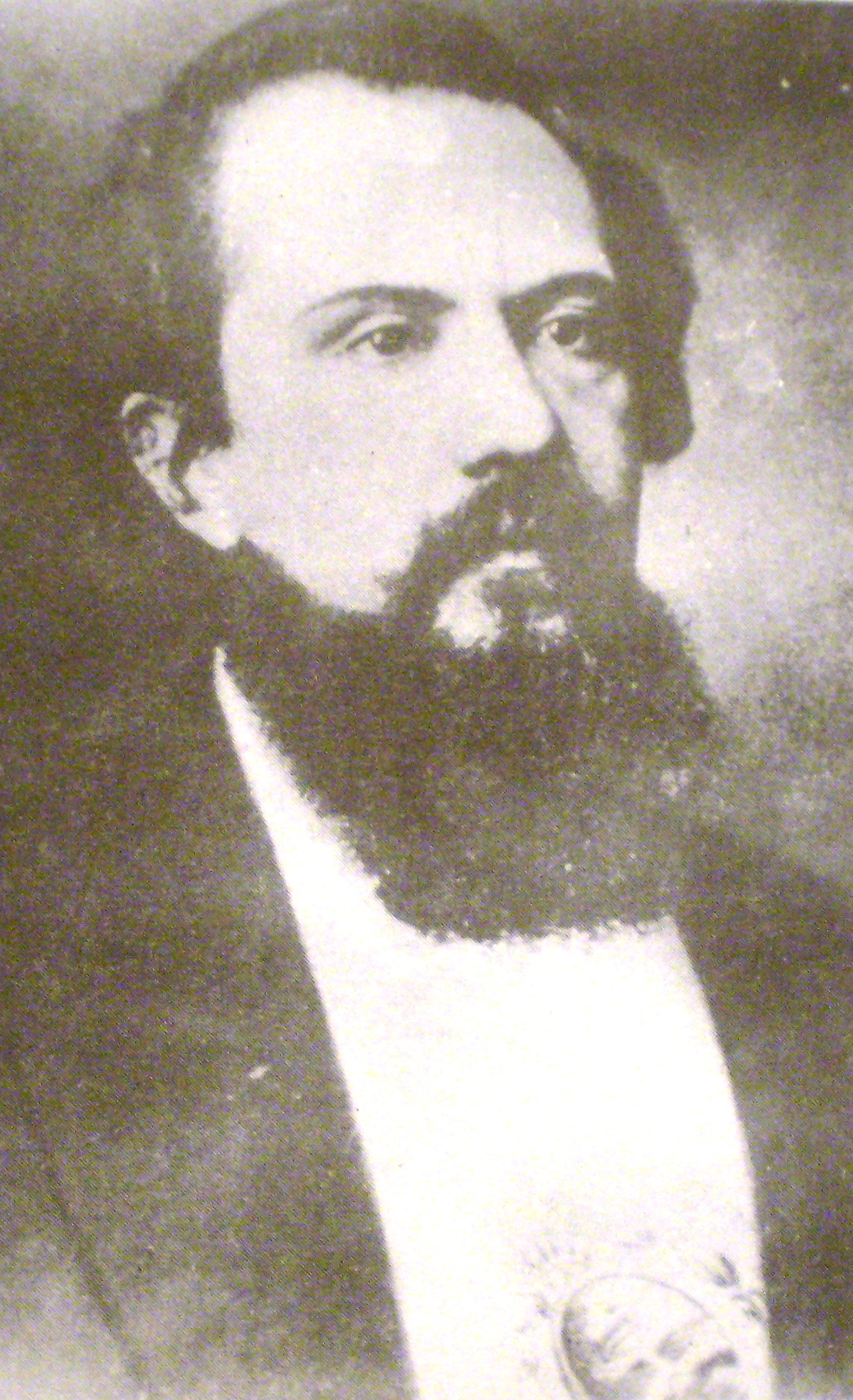
12 avril : Nicolás Avellaneda, président de la République Argentine.

- 12 avril : Nicolás Avellaneda est élu président de la République Argentine (fin en 1880). Il échoue dans sa tentative de réconciliation nationale. Il doit lutter contre l’ancien président Bartolomé Mitre, puis contre la province de Buenos Aires qui refuse la défaite de son gouverneur à l’élection présidentielle, avant de prendre la possession de la présidence le 12 octobre[18]. L’Argentine est divisée. D’un côté Buenos Aires, où le libéralisme gagne les classes moyennes, penche en faveur d’un État national : la ville est aux mains d’une oligarchie qui est lasse de la domination des caudillos ruraux ; de l’autre, les grands propriétaires des campagnes soutiennent les sécessions afin d’échapper au contrôle d’un État. Néanmoins, ces derniers serait prêts à accepter l’Union dans la mesure où leurs intérêts seraient garantis.

- 18 juillet : révolution libérale en Argentine conduite par Erasmo Obligado après la défaite de Bartolomé Mitre aux élections contestées du 12 avril. Elle est écrasée après la déroute de José Miguel Arredondo lors de la deuxième bataille de Santa Rosa le 7 décembre[18].
- 12 novembre : loi électorale au Chili[19]. Elle étend le droit de vote à tous les hommes de plus de 25 ans (21 ans pour les hommes mariés) sachant lire et écrire[20].
- 14 décembre : la loi organique pour l’application des réformes constitutionnelles est promulguée au Mexique. L’instruction religieuse à l’école est interdite (article 4)[21].

### Asie et Pacifique
- 12 janvier, Japon : création à Osaka de la Société des patriotes (Aikoku Kōtō), à l’origine du mouvement démocratique constitutionnaliste[22].
- 17 janvier, Japon :  essor du Mouvement pour la liberté et les droits du peuple qui, avec d’autres partis, réclament sous la direction d’Itagaki Taisuke la création d’une assemblée nationale[23].
- 20 janvier : traité de Pangkor entre le Royaume-Uni et le sultanat de Perak en Malaisie[24].
- Janvier : début d’une grande famine au Bengale[25].

- 1er février, Japon : création d’un club influent d’intellectuels libéraux, la « société de l’an 6 de Meiji » (Meirokusha), qui théorise le mouvement de modernisation des structures sociales[26].
- 6 février : l’Assam est séparé du Bengale et transformé en province de haut commissariat[27].
- 16 février : la France restitue Hanoï et les places conquises au Tonkin en 1873 à l’Annam[28].
- 16 février-9 avril, Japon : rébellion de Saga, soulèvement de samouraïs à Kyūshū contre le gouvernement de Meiji[29].

- 15 mars : traité de Saigon[30] entre l’empereur d’Annam, Tu Duc et la France, négocié par Paul-Louis-Félix Philastre. Le Viêt Nam reconnaît la souveraineté française sur les provinces de l’Ouest du Nam-Ky occupées par l’amiral de La Grandière depuis 1867. L’Annam (Viêt Nam) s’ouvre au commerce français.

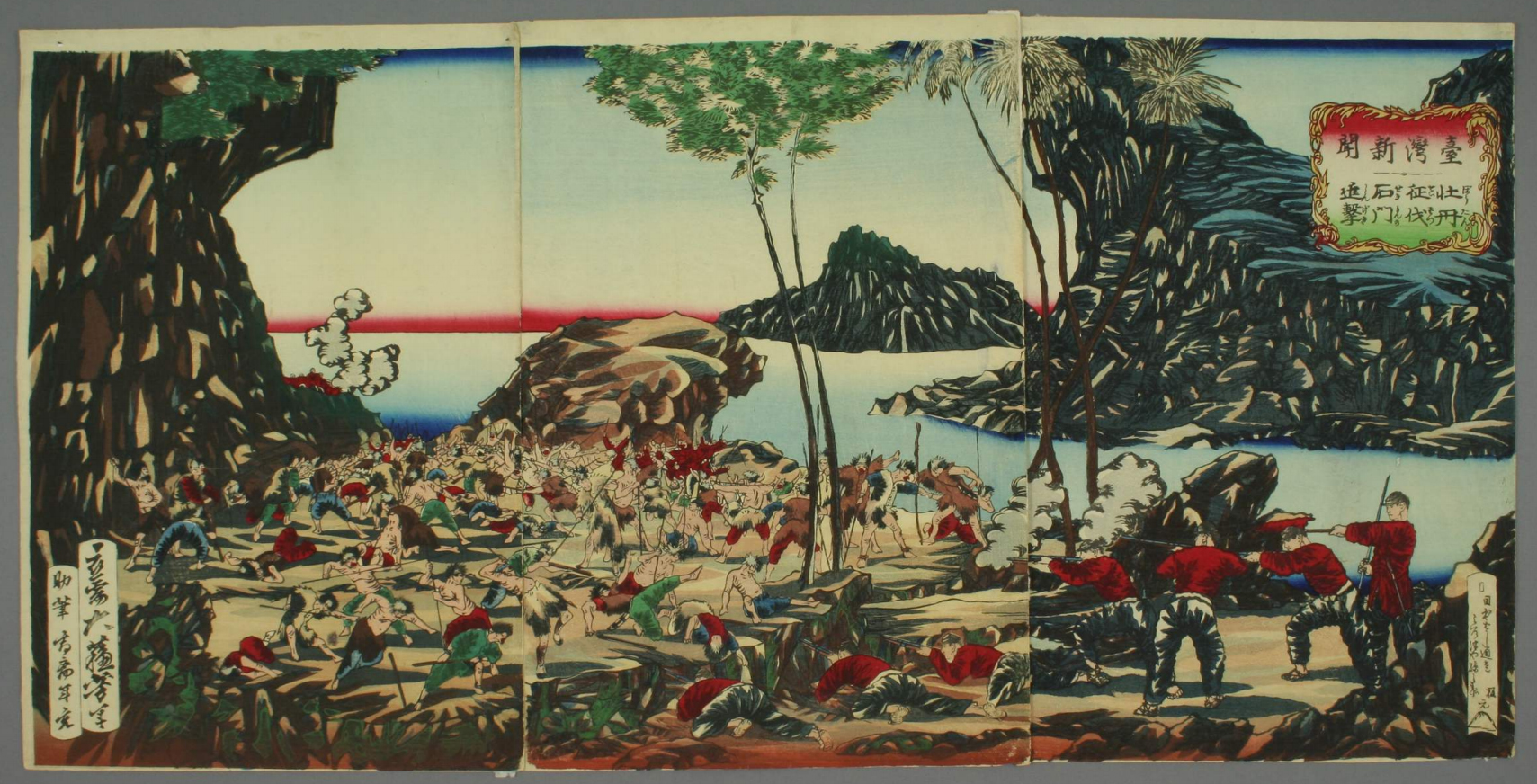
Mai : expédition de Taïwan

- 22 mai : départ d’une expédition militaire japonaise à Formose[31]. Les Japonais prétextent un massacre par les indigènes de naufragés nippons venant des îles Ryūkyū, trois ans plus tôt. Pékin paie des indemnités et les forces japonaises se retirent en octobre. Tôkyô mesure la faiblesse de la Chine.

- 10 octobre : les Britanniques annexent l’archipel des Fidji[32].
- 16 novembre : majorité du roi du Siam Rama V[33]. Il entreprend des réformes : abolition du système féodal, interdiction de l’esclavage, modernisation de l’armée, etc.

- Australie : résistance des Kalkatungu (en), qui refusent de céder leurs terres aux orpailleurs de la région de Mount Isa, dans le nord-ouest du Queensland (1874-1884)[34].

### Europe
- 3 janvier, Espagne : le capitaine général Manuel Pavía renverse le président Emilio Castelar. Le 9 janvier, il constitue un gouvernement fort avec de vieux progressistes et des libéraux, présidé par Francisco Serrano Domínguez (república ducal), mais l’instabilité du régime républicain catalyse la formation d’un front monarchiste[35].
- 10 janvier : 
  - Francisco Serrano dissout l’Association internationale des travailleurs en Espagne[36].
  - recul des nationaux-libéraux aux élections au Reichstag en Allemagne[37]. Le parti catholique du centre devient le premier parti avec 27,9 % des suffrages, le parti social-démocrate obtient 6,8 %. L'Alsace-Lorraine peut élire 15 députés au Reichstag.
- 13 janvier (1er janvier du calendrier julien) : réforme militaire de Milioutine en Russie ; service obligatoire pour tous (6 ans au lieu de 25), appel par tirage au sort d’une partie du contingent, réduction de la durée du service selon les études effectuées[38].

- 31 janvier-17 février : victoire des conservateurs aux législatives au Royaume-Uni[39]. Les nationalistes irlandais voient leur représentation aux Communes passer de 5 à 59 députés[40]. Deux candidats du Labour Representation League sont élus[41].
- 20 février : fin du ministère libéral de William Gladstone, début du ministère conservateur de Benjamin Disraeli, Premier ministre du Royaume-Uni, qui a su donner une base populaire à son parti (fin en 1880)[39].

- 9 mars : institution du mariage civil obligatoire en Prusse (étendue à tout l’empire allemand en février 1875)[42].
- 14 avril : vote du Septennat militaire en Allemagne[43].
- 19 avril : les cantons suisses adoptent une Constitution fédérale démocratique[44]. Elle intègre les mesures prônées par les radicaux, les démocrates et les laïques et garantit un exercice démocratique du pouvoir. Les deux instances législatives (le Conseil national et les Conseils des États) élisent le tribunal fédéral, le général en chef en cas de conflit, et le Conseil fédéral.
- 4 mai : « loi d’expatriation » des ecclésiastes interdits de prêche en Allemagne[42].

- 19 mai : une loi interdit le travail des enfants âgés de moins de 13 ans et réglemente le travail des femmes en France. Un corps d'inspection est créé pour appliquer la nouvelle loi[45].

- Printemps-été : Russie : apogée du « mouvement vers le peuple » lancé par les populistes[46]. Des milliers d’étudiants (narodniki) vont tenter vainement de soulever les campagnes. Nombreuses arrestations.

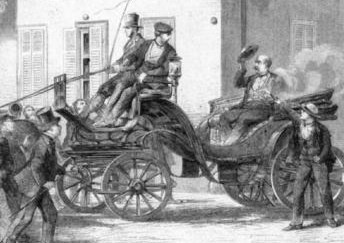
13 juillet : attentat contre Bismarck.

- 13 juillet : Bismarck échappe à un attentat. Ce geste, perpétré par un jeune catholique, est un signe de l’opposition croissante au Kulturkampf[47].

- 30 juillet : Factory Act (dit loi « employeur et ouvrier ») qui limite la durée de travail dans les usines au Royaume-Uni[48]. La rupture du contrat de travail par le salarié n’est plus passible de prison[49].
- Novembre : premier congrès des propriétaires de mines de la Russie du Sud à Taganrog[50].

- 1er décembre, Espagne : manifeste de Sandhurst. Assuré du soutien des milieux d’affaire de Barcelone et de l’armée, le conservateur Cánovas del Castillo lance un appel à l’insurrection[51].
- 25 décembre : fondation du Parti national libéral en Bohême[52].

- 29 décembre : Pronunciamiento du général Arsenio Martínez Campos à Sagonte. La monarchie, seul espoir de retrouver un semblant d’ordre, est rétablie en Espagne au profit d’Alfonso XII (Alphonse XII)  (fin de règne en 1885). Fin de la première République espagnole.

- En Norvège, le parti venstre veut faire admettre le principe que les ministres soient autorisés à participer aux débats du Storting, afin que le Parlement puisse exercer un contrôle politique sur l’action gouvernementale. Le texte, voté trois fois par le Storting, est refusé par trois fois par le roi Oscar II (1874, 1877, 1880). Le Storting finit par considérer que le texte est promulgué, mais les membres du gouvernement alors en place sont cités devant la Haute Cour, condamnés et relevés de leurs fonctions[53].
- Loi électorale restrictive en Hongrie[54].
- Suppression de trois lycées slovaques pour cause « d’agitation panslave » (1874-1875)[54].

## Naissances en 1874
- 4 janvier : Josef Suk, violoniste et compositeur austro-hongrois puis tchécoslovaque († 29 mai 1935).
- 12 janvier : Léon Cauvy, peintre français († 3 janvier 1933).
- 13 janvier : Joseph-Ernest Van Roey, cardinal belge († 6 août 1961).
- 14 janvier : Georges Wague, mime et acteur français († 17 avril 1965).
- 21 janvier : Géo Dupuis, peintre, illustrateur et graveur français († 24 décembre 1932).
- 24 janvier :
  - Georges Bouche, peintre français († 12 mai 1941).
  - Olga Milles, peintre autrichienne puis suédoise († 3 janvier 1967).
- 28 janvier :
  - Rosalvo Bobo, homme politique haïtien († 29 novembre 1929).
  - Nicolas Millioti, peintre russe et français († 26 décembre 1962).

- 1er février : George Bottini, peintre, dessinateur, et graveur français († 16 décembre 1907).
- 3 février :
  - Franklin Dyall, acteur, producteur et réalisateur britannique († 8 mai 1950).
  - Gertrude Stein, écrivaine et collectionneuse américaine († 27 juillet 1946).
- 7 février : Adolfo de Carolis, peintre, xylographe, homme de lettres, illustrateur et photographe italien († 6 janvier 1928).
- 12 février : Auguste Perret, architecte français († 12 février 1954).
- 15 février :
  - Génia Lioubow, peintre française († 19 août 1944)
  - Ernest Henry Shackleton, explorateur anglo-irlandais († 5 janvier 1922).
- 17 février : Jules Récubert, peintre et sculpteur français († 23 novembre 1949).
- 22 février : Sténio Vincent, avocat et homme politique haïtien († 3 septembre 1959).
- 23 février :
  - Ernest G. Batley, réalisateur, acteur et scénariste britannique († 20 février 1955).
  - Konstantin Päts, homme d'État estonien († 18 février 1956).
- 24 février :
  - Gabriel Antoine Barlangue, dessinateur, graveur, illustrateur et peintre français († 7 avril 1956).
  - Robert Delétang, peintre portraitiste et paysagiste français († 7 octobre 1951).
- 25 février :
  - Henry-Claudius Forestier, peintre, graveur, illustrateur et affichiste suisse († 21 mai 1922).
  - Martin Monnickendam, peintre et dessinateur néerlandais († 4 janvier 1943).
- 28 février : Louise Lavrut, peintre française († 7 mars 1956).

- 2 mars : Giuseppe Bozzalla, peintre italien († 14 février 1958).
- 4 mars : Stephen Victor Graham, homme politique américain († 2 septembre 1955).
- 5 mars : Henry Travers, acteur britannique († 18 octobre 1965).
- 9 mars : Vilis Plūdons (né Vilis Lejnieks), poète et écrivain letton († 15 janvier 1940).
- 11 mars : Raoul de Mathan, peintre français († 30 octobre 1938).
- 15 mars : Joseph Vital Lacaze, peintre de paysages et de portraits français († 1946).
- 18 mars : Jérôme Tharaud, écrivain français († 23 janvier 1953).
- 19 mars :
  - Oscar Chauvaux, peintre français d'origine belge († 1965).
  - Cecil Hepworth, réalisateur, producteur de cinéma, acteur, directeur de la photographie et scénariste britannique († 9 février 1953).
- 21 mars : Daniel Dourouze, peintre français († 4 décembre 1923).
- 23 mars :
  - Henri Manguin, peintre et graveur français († 25 septembre 1949).
  - Tigrane Polat, peintre et illustrateur franco-égyptien d'origine arménienne († 17 février 1950).
- 24 mars : Henri Brugnot, peintre français († 20 janvier 1940).
- 26 mars : 
  - Robert Frost, poète américain († 29 janvier 1963).
  - Theodoor van Erp, militaire, graveur, peintre, dessinateur et archéologue néerlandais († 7 mai 1958).
- 28 mars : Joseph Notelet, peintre et dessinateur post-impressionniste français († 27 août 1956).
- 29 mars :
  - Tyra Kleen : peintre suédoise († 17 septembre 1951).
  - Rudolf Maister, militaire, poète et peintre austro-hongrois puis yougoslave († 26 juillet 1934).
- 31 mars :
  - Andrés Gaos, violoniste et compositeur argentin d'origine espagnole († 13 mars 1959).
  - Henri Marteau, violoniste virtuose et compositeur d'origine française naturalisé suédois († 3 octobre 1934).

- 2 avril : René Devillario, peintre, lithographe, graveur et aquarelliste français († 7 août 1942).
- 3 avril : Mustapha Nador, musicien algérien, précurseur du genre chaâbi († 19 mai 1926).
- 4 avril : Mario Maciocchi, compositeur d’œuvres pour mandoline et orchestres à plectre italien († 11 septembre 1955).
- 5 avril : Emmanuel Suhard, cardinal français, archevêque de Paris († 30 mai 1949).
- 7 avril : Friedrich Kayßler, acteur de théâtre et de cinéma, écrivain, directeur de théâtre et compositeur allemand († 24 avril 1945).
- 12 avril : Otto Hauser, archéologue préhistorien suisse († 14 juin 1932).
- 15 avril :
  - Dominique Lang, peintre luxembourgeois († 22 juin 1919).
  - Arthur Melbourne-Cooper, réalisateur, scénariste, directeur de la photographie et acteur britannique († 28 novembre 1961).
  - Johannes Stark, physicien allemand († 21 juin 1957).
- 18 avril :
  - Paul Mascart, peintre français de l'École de Rouen  († 18 novembre 1958).
  - Eugene Spiro, peintre et graphiste allemand d'origine ashkénaze († 26 septembre 1972).
- 19 avril : Firmin Baes, peintre belge († 4 décembre 1943).
- 22 avril :
  - Louise Germain, peintre française († 13 octobre 1939).
  - Laurent Jacquot-Defrance, peintre français († 19 mai 1902).
  - Wu Peifu, militaire et homme politique chinois († 4 décembre 1939).
- 23 avril :
  - Alfonso Castaldi, compositeur, chef d'orchestre et pédagogue roumain d’origine italienne († 6 août 1942).
  - Arturo Noci, peintre italien († 23 août 1953).
- 24 avril : Mary Haʻaheo Atcherley, militante hawaïenne († 8 mars 1933).
- 25 avril : Guglielmo Marconi, physicien italien († 20 juillet 1937).
- 27 avril :
  - John Lawrence Baird, homme politique britannique († 20 août 1941).
  - Anna Sophia Polak, féministe et écrivaine juive néerlandaise († 26 février 1943).
- 30 avril : Martha Burkhardt, peintre et photographe suisse († 12 janvier 1956).

- 1er mai : Theresa Serber Malkiel, socialite américaine d'origine ukrainienne († 17 novembre 1949).
- 2 mai : Jeanne Darlays, cantatrice française († 5 septembre 1958).
- 3 mai :
  - François Coty, parfumeur français († 25 juillet 1934).
  - Eugène Benjamin Selmy, peintre français († 13 octobre 1945).
- 4 mai : Bernhard Hoetger, sculpteur et peintre allemand († 18 juillet 1949).
- 8 mai : 
  - Betsy Bakker-Nort, avocate, femme politique  et militante féministe néerlandaise ((† 23 mai 1946).
  - Pierre-Marie Gourtay, évêque catholique français, vicaire apostolique de Cayenne († 16 septembre 1944).
- 9 mai : Howard Carter, archéologue et égyptologue britannique († 2 mars 1939).
- 11 mai : George Grossmith Jr., acteur et scénariste britannique († 6 juin 1935).
- 12 mai : Noël Dorville, caricaturiste et affichiste français († 6 octobre 1938).
- 13 mai :
  - Alphonse Chanteau, peintre français († 9 février 1958).
  - Gabriel Chanteau, peintre français († 1955).
- 14 mai : Fernand Sabatté, peintre français († 22 octobre 1940).
- 17 mai : Henriette Crespel, peintre française († 9 février 1958).
- 20 mai : Raoul Heinrich Francé, botaniste, microbiologiste et philosophe de la nature austro-hongrois († 3 octobre 1943).
- 21 mai : Albert Jarach, peintre, dessinateur, éditeur, imprimeur et illustrateur français († 10 février 1962).
- 23 mai :
  - Ludwig Frank, avocat et homme politique allemand († 3 septembre 1914).
  - Ephraim Moses Lilien, photographe, illustrateur et graveur Art nouveau allemand († 18 juillet 1925).
- 25 mai :
  - Abraham Oyanedel, homme politique chilien († 28 janvier 1954).
  - Francisque Pomat, peintre et dessinateur français († 29 mai 1944).
- 26 mai : Henri Farman, aviateur français, constructeur d'avions et d'automobile et coureur cycliste († 18 août 1958).
- 27 mai : Nelly Bodenheim, illustratrice néerlandaise († 7 janvier 1951).
- 28 mai : Marguerite-Valentine Burdy, peintre française († 19 novembre 1964).

- 1er juin : Albert Muret, peintre suisse († 23 septembre 1955).
- 3 juin :
  - Adolphe Grimault, peintre français († 20 octobre 1953).
  - Marthe Orant, peintre française († 27 août 1957).
- 4 juin : Louise Dupau, peintre française († 24 juin 1966).
- 6 juin : Nicola Canali, cardinal italien de la Curie romaine († 3 août 1961).
- 8 juin : Edward Lawrence Bader, homme politique américain († 29 janvier 1927).
- 11 juin : Richard Stöhr, compositeur autrichien († 11 décembre 1967).
- 16 juin : Georges Dilly, peintre français († 3 mai 1941).
- 18 juin : Marcelina de San José, religieuse vénézuélienne, vénérable († 16 novembre 1959).
- 20 juin : Adrien Bruneau, peintre français († 30 août 1965).
- 21 juin : Louis Malespina, peintre, illustrateur et sculpteur français († 16 août 1949).
- 26 juin : Adolphe Péterelle, peintre français d'origine suisse († 27 octobre 1947).
- 30 juin : Paul Pierné, compositeur et organiste français († 24 mars 1952).

- 1er juillet :
  - Anna Humblot, peintre et aquafortiste française († ?).
  - Francis Popy, compositeur français († 20 février 1928).
- 7 juillet : Erwin Bumke, juge et homme politique allemand († 20 avril 1945).
- 10 juillet : Belén de Sárraga, journaliste et militante hispano-mexicaine († 10 septembre 1951).
- 12 juillet : Paul Urtin, peintre français († 8 mai 1962).
- 14 juillet :
  - Abbas II Hilmi, dernier khédive d’Égypte († 19 décembre 1944).
  - Mérovak , peintre français († 1955).
- 26 juillet : Albert Sébille, peintre et affichiste français († 8 juin 1953).
- 28 juillet :
  - Robert Dupont, peintre français († 1er septembre 1949).
  - Joaquín Torres García, peintre muraliste, sculpteur, écrivain, enseignant et théoricien hispano-uruguayen († 8 août 1949).
- 30 juillet : Aristide Delannoy, peintre, dessinateur de presse et caricaturiste français († 5 mai 1911).

- 4 août : Pierre-Gaston Rigaud, peintre français († 27 juin 1939).
- 8 août :
  - Vladimir Bazarov, philosophe marxiste et économiste russe puis soviétique († 16 septembre 1939).
  - Tristan Klingsor, poète, musicien, peintre et critique d'art français († 2 août 1966 ou 3 août 1966).
- 9 août :
  - Reynaldo Hahn, chef d'orchestre, critique musical et compositeur français († 28 janvier 1947).
  - Charles Hoy Fort, écrivain américain et chercheur paranormal († 3 mai 1932).
- 10 août : Herbert Hoover, futur Président des États-Unis († 20 octobre 1964).
- 11 août : Jean de la Hougue, peintre français († 1er octobre 1959).
- 14 août :
  - Privat-Antoine Aubouard, militaire français († 9 octobre 1934).
  - Paolo Baratta, peintre italien († 9 janvier 1940).
  - Jean Berne-Bellecour, peintre français († 1939).
  - Mustafa Kamil, avocat, journaliste et activiste nationaliste égyptien († 10 février 1908).
- 16 août :
  - Raymond Brown, acteur américain († 29 juillet 1939).
  - Georges Holvoet, avocat, diplomate et homme politique belge († 23 août 1967).
- 22 août : Edward Bairstow, organiste et compositeur anglais († 1er mai 1946).
- 24 août : Ernest Rouart, peintre, aquarelliste, pastelliste, graveur et collectionneur français († 27 février 1942)
- 26 août :
  - Émile Boutin, architecte, peintre, graveur et sculpteur français († 1951).
  - Louis Roger, peintre français († 12 juin 1953).
- 29 août :
  - Karel Hlaváček, poète et peintre austro-hongrois († 15 juin 1898).
  - Henry Tattegrain, peintre, aquarelliste, graveur et illustrateur français († 13 mai 1949).
- 30 août : Rosa Smester Marrero, écrivaine et féministe dominicaine († 15 février 1945).
- 31 août :
  - Meg Cléry, peintre française († 6 août 1960).
  - Viatcheslav Menjinski, Erwin Bumke russe puis soviétique d'origine polonaise († 10 mai 1934).
- ? août : Léonce Cuvelier, peintre et dessinateur français et canadien († 1959).

- 3 septembre : Carl Stormer, physicien norvégien  († 13 août 1957).
- 8 septembre : Fred Eric, acteur américain († 17 avril 1935).
- 10 septembre : Francisco Antonio Encina, historien chilien († 23 août 1965).
- 13 septembre : Arnold Schönberg, compositeur, peintre et théoricien autrichien († 13 juillet 1951).
- 15 septembre : Alceste De Ambris, homme politique et syndicaliste révolutionnaire italien († 9 décembre 1934).
- 18 septembre : Beekman Winthrop, homme politique américain († 10 novembre 1940).
- 21 septembre :
  - Hishida Shunsō, peintre japonais († 16 septembre 1911).
  - Gustav Holst, compositeur britannique († 25 mai 1934).
- 22 septembre :
  - Fejzi Bej Alizoti, homme politique albanais († 14 avril 1945).
  - Miklós Büttner, juriste et haut-fonctionnaire hongrois († 4 septembre 1938).
  - Paul Chmaroff, peintre russe († 2 juillet 1950).
- 27 septembre : René Vallette, peintre et illustrateur français († 23 février 1956).
- 30 septembre : Roberto Lewis, peintre, sculpteur, enseignant et diplomate panaméen († 22 septembre 1949).

- 1er octobre : Raphaël-Schwartz, peintre, graveur et sculpteur français d'origine ukrainienne († 3 août 1942).
- 9 octobre :
  - Charles L'Eplattenier, peintre, architecte, sculpteur et décorateur suisse († 7 juin 1946).
  - Nicolas Roerich, peintre russe († 13 décembre 1947).
- 11 octobre :
  - Frank Brownlee, acteur américain († 10 février 1948).
  - Albert Dardy, écrivain, peintre paysagiste, architecte et soldat français († 5 septembre 1921).
- 12 octobre : Joseph Claussat, député du Puy-de-Dôme de la Troisième République († 9 novembre 1925).
- 13 octobre : Vincent Lorant-Heilbronn, peintre, illustrateur, affichiste, décorateur et réalisateur français († 21 mai 1912).
- 15 octobre : Louis-François Biloul, peintre français († 31 octobre 1947).
- 16 octobre :
  - André Louis Mestrallet, peintre et antiquaire français († 6 novembre 1968).
  - Otto Mueller, peintre et imprimeur allemand († 24 septembre 1930).
- 20 octobre :
  - Charles Ives, compositeur américain († 19 mai 1954).
  - Lily Williams, peintre irlandaise († 16 janvier 1940).
- 21 octobre :
  - Ivan Choultsé, peintre réaliste russe natutalisé français († 1939).
  - Léonard Sarluis, peintre et illustrateur d'origine hollandaise naturalisé français († 20 avril 1949).
- 26 octobre : Hugues de Beaumont, peintre français († 6 juin 1947).
- 28 octobre : Minka Govekar, féministe slovaque († 10 avril 1950).
- 31 octobre : Edgar Chahine, peintre et graveur français d'origine arménienne († 18 mars 1947).

- 1er novembre : Paul Jeanjean, musicien, clarinettiste et compositeur français († 9 janvier 1929).
- 3 novembre : Lucie Delarue-Mardrus, romancière, et historienne française († 26 avril 1945).
- 7 novembre : King Baggot, acteur, réalisateur et scénariste américain († 11 juillet 1948).
- 9 novembre : Takeshirō Kanokogi, peintre japonais († 3 avril 1941).
- 10 novembre : Kunishirō Mitsutani, peintre japonais de genre et aquarelliste († 12 juillet 1936).
- 11 novembre : Paul Sieffert, peintre et illustrateur français († 20 août 1957).
- 13 novembre : Vital Soares, avocat et homme politique brésilien  († 19 avril 1933).
- 14 novembre : 
  - Julien t' Felt, peintre et illustrateur belge († 14 février 1933).
  - Richard Schmitz, officier de police et homme d'État austro-hongrois puis autrichien († 19 août 1932).
- 15 novembre : Gustavs Šķilters, sculpteur letton († 24 septembre 1954).
- 25 novembre : Eugène Charasson, peintre français († 18 décembre 1939).
- 27 novembre : Chaim Weizmann, premier président de l'État d'Israël († 9 novembre 1952).
- 28 novembre : Bombita (Emilio Torres Reina), matador espagnol († 19 janvier 1947).
- 30 novembre : Winston Churchill, homme politique britannique († 24 janvier 1965).

- 10 décembre : Alphonse Ethier, acteur américain († 4 janvier 1943).
- 21 décembre : Josep Maria Sert, peintre et photographe espagnol († 27 novembre 1945).
- 22 décembre : Franz Schmidt, violoncelliste et compositeur post-romantique austro-hongrois puis autrichien († 11 février 1939).
- 25 décembre : Antonio Discovolo, peintre italien († 10 juillet 1956).
- 26 décembre : Célestine Aboulker, peintre et femme de lettres française († 1954).
- 28 décembre : Iefim Tcheptsov, peintre et enseignant russe puis soviétique († 8 janvier 1950).
- 29 décembre : Gaspar Camps i Junyent, peintre, dessinateur, illustrateur et affichiste espagnol († 11 avril 1942).
- 31 décembre :
  - Ernest Austin, compositeur anglais († 24 juillet 1947).
  - Émile Beaussier, peintre français († 18 octobre 1943).

- Date précise inconnue :
  - Bibi Maryam Bakhtiari, révolutionnaire iranienne († 1937).
  - Médéric Bottin, peintre français († 1912).
  - Albert Braut, peintre français († 6 février 1912).
  - Marguerite Crissay, peintre française († juillet 1945).
  - Hermann Dostal, compositeur autrichien († 20 décembre 1930).
  - Esther Moyal, journaliste, écrivaine et militante des droits des femmes († 1948).
  - Élisabeth Sonrel, peintre et illustratrice française († 1953).
  - Oliborio Mateo, guérisseur dominicain et chef rebelle († 27 juin 1922).
  - Penijamini Veli, chef autochtone fidjien († 27 août 1938).

- Vers 1874 :
- Alport Barker, propriétaire de journal et homme politique fidjien († 14 juin 1956).

## Décès en 1874
- 8 janvier : Eduard Schleich, peintre bavarois (° 12 octobre 1812).
- 13 janvier : Victor Baltard, architecte français (° 10 juin 1805).
- 28 janvier : Ludwig von Gablenz, général et homme politique autrichien puis austro-hongrois (° 19 juillet 1814).

- 9 février : 
  - Jules Michelet, historien français (° 21 août 1798).
  - Sophie Rostopchine, comtesse de Ségur, romancière française (° 1er août 1799).
- 13 février : Friedrich Burgmüller, compositeur allemand (° 4 décembre 1806).
- 17 février : Adolphe Quetelet, mathématicien belge (° 7 février 1796).
- 24  février ou 25  février : Josep Anselm Clavé i Camps, homme politique et musicien espagnol (° 21 avril 1824).
- 27 février : Carlos Manuel de Céspedes, militaire et homme d'État cubain (° 18 avril 1819).

- 8 mars : Millard Fillmore, ancien Président des États-Unis (° 7 janvier 1800).
- 20 mars : Hans Christian Lumbye, compositeur danois (° 2 mai 1810).

- 1er avril : Wilhelm Brücke, peintre prussien (° 4 mars 1800).
- 7 avril :
  - Louis-Auguste Lapito, peintre français (° 18 août 1803).
  - Wilhelm von Kaulbach, peintre allemand (° 15 octobre 1805).
- 14 avril : 
  - Ari'imate, Roi polynésien de Huahine et Maia'o (° 1824).
  - Hortense Céline Rousselin-Corbeau de Saint-Albin, peintre française (° 21 janvier 1816).
- 15 avril : Wilhelm Grabow, magistrat et homme politique allemand (° 15 avril 1802).
- 24 avril :
  - John Phillips, géologue britannique (° 25 décembre 1800).
  - Octave Tassaert, peintre et illustrateur français (° 26 juillet 1800).

- 1er mai : Robert Cowie, médecin et écrivain britannique (° 1er février 1842).
- 5 mai : Charles Gleyre, peintre suisse (° 2 mai 1806).
- 23 mai : Sylvain Van de Weyer, homme politique belge (° 19 janvier 1802).

- 4 juin : Julien Léopold Boilly, peintre et lithographe français (° 30 août 1796).
- 9 juin :
  - Cochise, chef apache Chiricahua (° 1812).
  - Giuseppe Macinata, peintre néoclassique italien (° 26 janvier 1807).
- 21 juin : Anders Jonas Ångström, astronome et physicien suédois (° 13 août 1814).
- 26 juin : Alfred Jacob Miller, peintre américain (° 2 janvier 1810).

- 1er juillet : Adolphe d'Hastrel, capitaine d'artillerie de marine, peintre, aquarelliste et lithographe français (° 4 octobre 1805).
- 4 juillet : Hippolyte Boulenger, peintre belge (° 3 décembre 1837).
- 21 juillet : Charles Haentjens, diplomate et homme politique haïtien (° 27 novembre 1821).
- 27 juillet : Anselm von Rothschild, banquier autrichien puis austro-hongrois (° 29 janvier 1803).

- 3 août : Charles Laberge, avocat, journaliste, militaire et homme politique canadien (° 21 octobre 1827).
- 21 août : Barthélémy de Theux de Meylandt, homme politique belge (° 26 février 1794).
- 26 août : Julie-Victoire Daubié première bachelière de France (° 26 mars 1824).

- 7 septembre : Willem de Mol, compositeur belge (° 1er mars 1846).
- 16 septembre : Heinrich Ludwig Philippi, peintre allemand (° 9 juin 1838).
- 21 septembre : Jean-Baptiste Élie de Beaumont, géologue français (° 25 septembre 1798).
- 22 septembre : Santiago Arcos,  écrivain, journaliste et homme politique chilien (° 25 juillet 1822).

- 5 octobre : Anne Marsh, romancière anglaise (° 1791)
- 6 octobre : Alphonse Périn, peintre français (° 12 mai 1798).
- 9 octobre : Pierre-Joseph Dedreux-Dorcy, peintre français (° 28 avril 1789).
- 22 octobre : Auguste Jugelet, peintre français (° 25 août 1805).
- 26 octobre : Peter Cornelius, compositeur allemand (° 24 décembre 1824).
- 31 octobre : Emile Jacques Gilbert, architecte français (° 1793).

- 4 novembre : Louisy Mathieu, esclave dans la colonie française de la Guadeloupe qui accède à la députation et siège à l'Assemblée nationale constituante (° 2 février 1817).
- 15 novembre : Giuseppe Gabriel Balsamo-Crivelli, naturaliste italien (° 1er septembre 1800).
- 21 novembre :
  - Marià Fortuny, peintre catalan (° 5 juin 1838).
  - Sir William Jardine, septième baron d'Applegirth, naturaliste britannique (° 23 février 1800).

- 6 décembre : Gustave Wappers, peintre belge (° 23 août 1803).
- 9 décembre : Ezra Cornell, homme d'affaires et homme politique américain (° 11 janvier 1807).
- 15 décembre : Jean-Michel Mercier, peintre français  (° 13 décembre 1786).
- 22 décembre : Johann Peter Pixis, pianiste et compositeur allemand (° 10 février 1788).
- 26 décembre : Michele Bisi, graveur et peintre italien (° 18 avril 1788).

- Date inconnue :
  - Samuel James Ainsley : peintre britannique (° 1820).
  - Alexis-Victor Joly, peintre et dessinateur français (° 30 avril 1798).